# Памятник С. М. Кирову (Волхов)
Памятник Сергею Мироновичу Кирову — скульптурный монумент советскому государственному деятелю Сергею Мироновичу Кирову. Расположен в Волхове в сквере Волховского алюминиевого завода. Памятник был установлен в 1937 году по проекту скульптора Николая Томского. Является объектом культурного наследия регионального значения.

## История
Имя Сергея Кирова тесно связано с историей Волхова: возведение в городе алюминиевого комбината началось именно по его настоянию. Политик не раз посещал стройку, встречался со строителями и выступал на митингах рабочих; при этом, по воспоминаниям современников, даже по достижении высоких постов в советской номенклатуре он никогда не чурался личных бесед с людьми, за что и заслужил уважение в рабочих коллективах. После его убийства 1 декабря 1934 года имя Кирова было присвоено заводу, а также главной улице города. В 1937 году в сквере алюминиевого завода был установлен памятник работы скульптора Николая Томского.
Памятник в Волхове стал одним из первых памятников Кирову в стране и перым в Ленинградской области.
30 августа 1960 года постановлением Совета Министров РСФСР памятник Кирову в Волхове был признан выдающимся памятником монументального искусства и поставлен под государственную охрану как объект культурного наследия регионального значения.

## Описание

Надпись и барельефы на постаменте памятника

Памятник находится на Кировском проспекте, напротив здания заводоуправления Волховского алюминиевого завода (дом 20 по Кировскому проспекту), и окружён сквером, также носящим имя Кирова. Бронзовая скульптура изображает Сергея Кирова в полный рост, его правая рука поднята в энергичном жесте, как будто политик выступает на митинге.
Каменный постамент памятника с двух сторон украшают бронзовые барельефы, на которых изображены рабочие и работницы, а также красноармейцы и краснофлотцы. В центре, на передней стороне постамента расположена табличка с цитатой из выступления Кирова на XVII съезде ВКП(б): «Успехи у нас действительно громадны. Чёрт его знает если по-человечески сказать так хочется жить».